# لوکاست (نیوجرسی)
لوکاست (به انگلیسی: Locust) یک منطقهٔ مسکونی در ایالات متحده آمریکا است که در میدلتاون، نیوجرسی واقع شده‌است. لوکاست ۷٫۰۱ متر بالاتر از سطح دریا واقع شده‌است.